# Улица Громобоя

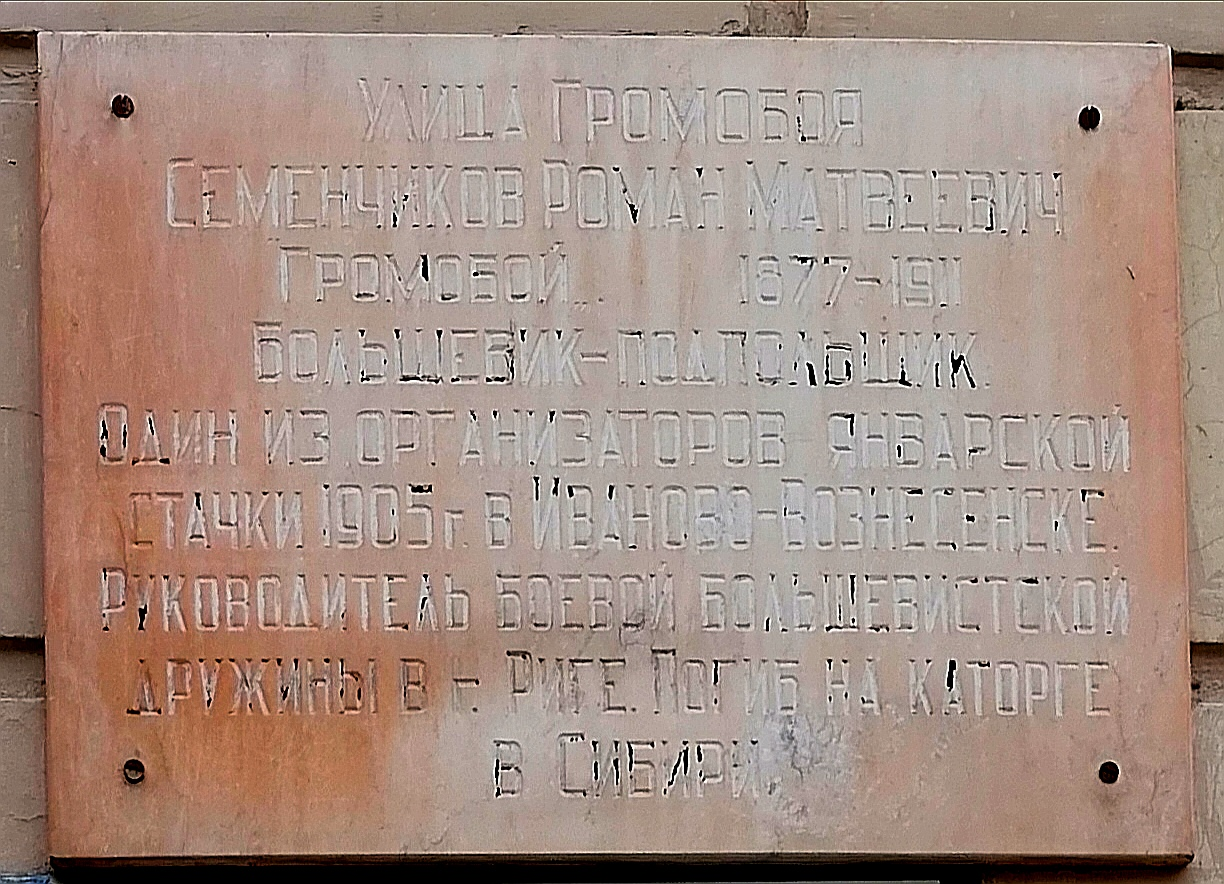
Мемориальная доска на д. 41 по Проспекту Ленина

У́лица Громобо́я — улица в городе Иваново. Располагается в Октябрьском районе, в местечке Ямы (топоним не сохранился). Берёт своё начало у Нардомовского моста близ промышленной зоны на улице Икрянистовой-Наговицыной и Слесарном переулке и тянется с запада на восток, пересекая улицу Жиделева, проспект Ленина (образуя площадь Ленина), Пограничный переулок, улицу Калинина и, наконец, заканчивается слиянием с проспектом Шереметевским у Свято-Введенского женского монастыря. Протяженность около 1,5 км.

## Происхождение названия

Местечко Ямы. Начало XX века

Ранее «Шуйская на Ямах», улица получила своё название в 1899 году в честь города Шуя — центра Шуйского уезда Владимирской губернии, в который тогда входил Иваново-Вознесенск. Сама улица находилась в местечке «Ямы» и вела в сторону Шуи. В 1927 году переименована в улицу Громобоя в честь большевика Романа Семенчикова, который носил подпольную кличку Громобой. В 1950 году к улице присоединены Нардомовская улица (участок от нынешней улицы Наговицыной-Икрянистовой до проспекта Ленина) и Ямской проезд (бывший Воронниковский, располагался между нынешними улицей Калинина и проспектом Шереметьевским).

## Архитектура
Основную часть застройки составляют многоэтажные жилые дома советской планировки. В 1973 году в Иванове была построена первая двенадцатиэтажка: жилой дом по адресу улица Громобоя, 29.
На улице располагается:
- дом 2 — бывший ночной клуб «Таганка», бывший кинотеатр «Великан», бывший Нардом, бывшая фабрика Дербенёва

дом 3а — здание Мировых судей судебных участков Октябрьского судебного района г. Иваново.
- дом 8 — жилой дом МВД
- дом 13 — жилой дом «Подкова» — архитектурный памятник конструктивизма
- дом 15/19 — жилой дом Горсовета
- дом 32 — общежитие
- Нардомовский мост

## Транспорт
Улица связывает две важнейшие автомагистрали: проспект Ленина и Шереметевский проспект, в связи с чем испытывает на себе повышенную транспортную нагрузку. Несмотря на достаточно широкую проезжую часть, часто случаются заторы, особенно на перекрестке с проспектом Фридриха Энгельса
- Троллейбусы — 7, 8
- Маршрутное такси — 4, 4К, 30, 39

## Улица в произведениях литературы и искусства
Ямы — рабочий квартал. На Ямах нет ни асфальтов, ни мостовых. Ямы, как скотное стойло, затонули в смраде, в грязи, в нищете. Что ж, в самом деле: чистой публике города незачем быть в этих трущобах, чистая публика города ходит окольными путями.— Д.А. Фурманов. «Как убили Отца».